# Merobaude (console 377)
Flavio Merobaude (latino: Flavius Merobaudes; IV secolo – 388) è stato un generale franco naturalizzato romano molto potente durante il regno di Graziano e di Valentiniano II.

## Biografia

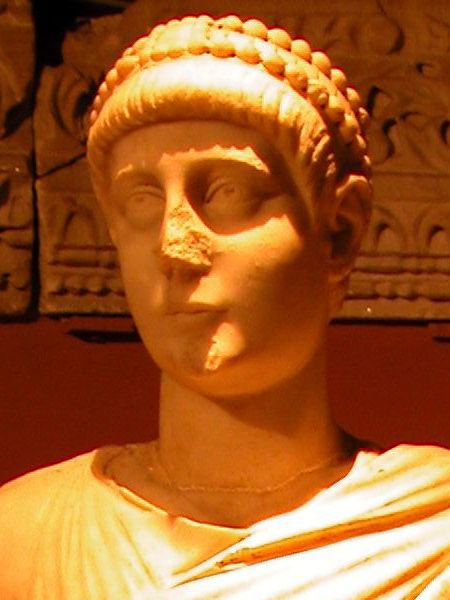
Statua di Valentiniano II, figlio di Valentiniano I, proclamato augusto alla morte del padre, nel 375, proprio per mano di Merobaude, che esercitò notevole influenza sul giovane imperatore

Flavio Merobaude servì sotto l'imperatore Giuliano (361-363); si occupò del trasferimento del suo corpo.
Fu nominato magister militum dall'imperatore Valentiniano I, probabilmente nel 375 e partecipò alle campagne militari di quell'anno nel territorio dei Quadi. In quello stesso anno Valentiniano I morì, lasciando sul trono d'Occidente il giovane figlio sedicenne Graziano, mentre in Oriente regnava suo fratello Valente.
L'esercito romano, condotto in campagna militare da Valentiniano sulle rive del Danubio, non gradiva l'assenza di un imperatore al suo comando (Graziano, nominato co-imperatore dal padre, era a Treviri), e stava per nominare imperatore Sebastiano, un avversario di Merobaude. Merobaude, allora, colse l'occasione per proclamare imperatore il figlio minore di Valentiniano, Valentiniano II, che sebbene avesse appena quattro o cinque anni, era stato portato dal padre nella campagna militare insieme alla madre Giustina. La scelta, sebbene altamente inusuale perché avvenuta per mano di un generale, fu comunque accettata sia da Graziano che da Valente, in quanto rafforzava il dominio della dinastia valentiniana.
La giovanissima età di Valentiniano II significò, però, che il vero potere era nelle mani di Merobaude stesso, il quale riuscì anche ad assicurarsi il sostegno di Graziano; una prima influenza si può riscontrare nella condanna a morte del potente generale Teodosio, padre del futuro imperatore Teodosio I e nemico di Merobaude, che avvenne l'anno seguente.
Merobaude esercitò il consolato due volte, nel 377, con Graziano, e nel 383, con Flavio Saturnino: questo onore testimonia l'importanza di Merobaude, in quanto, sin dall'epoca di Costantino I, i consolati multipli erano riservati ai membri della casa imperiale (è possibile anche che Merobaude fosse stato insignito del consolato per la terza volta nel 388, ma che si fosse poi suicidato). Durante il processo al corrotto governatore romano, probabilmente lo sostenne: Romano venne assolto.
Nel 378 disobbedì all'imperatore, non inviando tutte le truppe a sua disposizione in aiuto dell'imperatore d'Oriente Flavio Valente (che sarebbe poi morto nella battaglia di Adrianopoli) per difendere la frontiera gallica dall'invasione degli Alamanni, rivali dei Franchi.
Nel 383 Magno Massimo, un generale romano di origine spagnola, ma di stanza in Britannia, si ribellò proclamandosi imperatore e attraversò la Manica giungendo in Gallia. A causa dello scarso controllo esercitato da Graziano sulle sue truppe, Massimo riuscì a conquistare la Gallia, sconfiggendo Graziano a Parigi. Secondo lo storico Prospero Tirone la sconfitta, che portò poi alla morte di Graziano, fu causata dal tradimento di Merobaude. Gli storici moderni, però, non concordano, ritenendo improbabile che Merobaude, che in quell'anno era console e che godeva di grande influenza presso Graziano e Valentiniano, decidesse di passare dalla parte di un imperatore molto amato dalle truppe e difficilmente controllabile.
Quel che appare probabile è che Merobaude si sia reso conto che l'esercito di Graziano, che stava confrontando le truppe di Massimo a Parigi, fosse intenzionato a disertare e passare dalla parte di Massimo, che godeva di grande popolarità tra i soldati; Merobaude avrebbe tentato di passare dalla parte dell'usurpatore solo all'ultimo, quando si rese conto dell'inevitabile.
Nel 388, anno della morte di Massimo, Merobaude si suicidò. In un panegirico composto dal poeta Pacato in onore di Teodosio I, vincitore su Massimo, Merobaude è dipinto come amato da Graziano e costretto a suicidarsi: nessuna menzione è fatta del tradimento riferito da Procopio. Egli lasciò un figlio dallo stesso nome, Merobaude.